# Aimé Teisseire
Pour les articles homonymes, voir Teisseire.
Aimé Teisseire (né le 18 décembre 1914 à Puget-Théniers, mort le 28 juin 2008 à Nice) est un militaire et résistant français, Compagnon de la Libération.
Engagé comme soldat dans l'infanterie coloniale en 1934, il devient sous-officier ; pendant la guerre, il gravit les échelons jusqu'au grade d'adjudant-chef en 1944, puis est promu officier (sous-lieutenant) le 25 septembre 1944. Il continuera dans l'armée d'après-guerre et prendra sa retraite en 1961 (ayant atteint le grade de commandant).
Aimé Teisseire terminera sa carrière dans le civil, notamment comme chef du personnel dans un grand magasin.

## Distinctions
- Grand officier de la Légion d'honneur
- Compagnon de la Libération par décret du 29 décembre 1944
- Médaille militaire
- Croix de guerre 1939–1945 (6 citations)
- Croix de guerre des Théâtres d'opérations extérieurs (3 citations)
- Insigne des blessés militaires
- Médaille des évadés
- Croix du combattant volontaire de la guerre de 1939–1945
- Croix du combattant volontaire de la Résistance
- Croix du combattant
- Médaille coloniale avec agrafe "extrême-Orient"
- Médaille commémorative de la guerre 1939–1945
- Médaille commémorative des services volontaires dans la France libre
- Médaille commémorative des opérations de sécurité et de maintien de l'ordre
- Médaille commémorative de la campagne d'Indochine
- Presidential Unit Citation

### Décorations Etrangère
- Officier de l'Etoile Noire (Bénin)
- Officier de l'Etoile d'Anjouan
- Officier de l'Etoile de la Grande Comore
- Chevalier de l'Ordre Royal du Cambodge
- Médaille de la Défense Nationale du Cambodge